# Sa druge strane jastuka
Sa druge strane jastuka – drugi studyjny album serbskiego zespołu Bajaga i instruktori wydany 13 marca 1985 nakładem wytwórni PGP-RTB. 
W 1998 album znalazł się na 13 miejscu w zestawieniu 100 najlepszych rockowych i popowych albumów, wydanych w byłej Jugosławii, opublikowanym w książce YU 100: najbolji albumi jugoslovenske rok i pop muzike (YU 100: najlepsze albumy jugosłowiańskiej rock i pop muzyki).

## Lista utworów
| Nr  | Tytuł utworu                           | Słowa                  | Muzyka                 | Długość |
| --- | -------------------------------------- | ---------------------- | ---------------------- | ------- |
| 1.  | „220”                                  | Momčilo Bajagić Bajaga | Momčilo Bajagić Bajaga | 3:31    |
| 2.  | „Vidi šta mi je uradio od pesme, mama” | Momčilo Bajagić Bajaga | Melany Safka           | 2:45    |
| 3.  | „Nemoj da budeš nja nja”               | Momčilo Bajagić Bajaga | Momčilo Bajagić Bajaga | 3:48    |
| 4.  | „Ti se ljubiš (Na tako dobar način)”   | Momčilo Bajagić Bajaga | Momčilo Bajagić Bajaga | 2:54    |
| 5.  | „Dobro jutro, džezeri”                 | Momčilo Bajagić Bajaga | Momčilo Bajagić Bajaga | 3:02    |
| 6.  | „Sa druge strane jastuka”              | Momčilo Bajagić Bajaga | Momčilo Bajagić Bajaga | 3:52    |
| 7.  | „Šarene pilule za Li-Lu-Le”            | Momčilo Bajagić Bajaga | Momčilo Bajagić Bajaga | 2:45    |
| 8.  | „Dvadeseti vek”                        | Momčilo Bajagić Bajaga | Momčilo Bajagić Bajaga | 4:26    |
| 9.  | „Francuska ljubavna revolucija”        | Živorad Milenković     | Momčilo Bajagić Bajaga | 3:07    |
| 10. | „Nemoj da se zezaš sa mnom”            | Momčilo Bajagić Bajaga | Momčilo Bajagić Bajaga | 2:10    |
| 11. | „Zažmuri”                              | Momčilo Bajagić Bajaga | Momčilo Bajagić Bajaga | 4:02    |
|     |                                        |                        |                        | 36:22   |

## Twórcy
- Momčilo Bajagić Bajaga – śpiew, gitary, aranżacje
- Dejan Cukić, Žika Milenković – śpiew
- Miroslav Cvetković – gitara basowa, śpiew
- Nenad Stamatović – gitary
- Vladimir Golubović – perkusja, aranżacje
- Ljilja Sađil, Marina Sađil – wokale wspierające
- Dragan Jovanović – gitary
- Branko Mačić – gitara jazzowa
- Nenad Stefanović – gitara basowa
- Sava Medan – kontrabas
- Kornelije Kovač – instrumenty klawiszowe, aranżacje, produkcja muzyczna
- Rade Radivojević – instrumenty klawiszowe
- Tihomir Jakšić, Milivoje Marković, Jovan Maljoković – saksofon
- Slobodan Grozdanović  puzon
- Stjepko Gut – trąbka, skrzydłówka
- Goran Grbić, Vladimir Krnetić – trąbka
- Saša Habić – produkcja muzyczna
- Goranka Matić – fotografie[2]